# Abu Mena
Abu Mena (cũng được đánh vần là Abu Mina; tiếng Copt: ⲁⲃⲃⲁ ⲙⲏⲛⲁ; tiếng Ả Rập: أبو مينا  phát âm [æbuˈmæyːnæ]) là một thị trấn, tổ hợp tu viện và trung tâm hành hương Kitô giáo hậu kỳ cổ đại Ai Cập, nằm khoảng 50 km (31 mi) về phía tây nam thành phố Alexandria. Những gì còn sót lại của nó được UNESCO công nhận là Di sản thế giới từ năm 1979. Có rất ít các công trình còn lại nhưng nền móng của hầu hết các tòa nhà lớn như vương cung thánh đường dễ dàng nhận thấy.
Những nỗ lực trong việc phát triển nông nghiệp ở khu vực đã dẫn đến sự gia tăng đáng kể của mực nước ngầm khiến một số tòa nhà của Abu Mena bị sụp đổ hoặc trở nên không ổn định. Điều này đã khiến nó bị liệt vào danh sách di sản thế giới bị đe dọa vào năm 2001. Các nhà chức trách đã buộc phải đặt các công trình tại đây trong tình trạng có nguy cơ bị đe dọa ở mức cao nhất.

## Lịch sử
Menas của Alexandria là vị thánh tử vì đạo vào cuối thế kỷ thứ 3 hoặc đầu thế kỷ thứ 4. Nhiều tài liệu thế kỷ thứ 5 và sau này đã đưa ra nhiều phiên bản khác nhau về việc chôn cất ông và thành lập nhà thờ sau đó. Các chi tiết chính là việc thi hài của ông được đưa từ Alexandria trên một con lạc đà đi vào sa mạc bên ngoài hồ Mariout. Tại một địa điểm, con lạc đà đã nhất quyết không chịu đi tiếp, bất chấp mọi cố gắng của đoàn người, và đó là dấu hiệu của một vùng đất thiêng nên họ đã thống nhất chôn cất thi hài của ông tại đó. Hầu hết các phiên bản của câu chuyện nói rằng vị trí của ngôi mộ sau đó đã bị lãng quên cho đến khi được khám phá lại một cách kỳ diệu bởi một người chăn cừu địa phương. Từ Synaxarium của người Ethiopia được dịch bởi E.A.W. Budge có một đoạn như sau, Và Chúa muốn tiết lộ vị trí thân xác của Thánh Mînâs. Và tại đó, trên sa mạc có một người chăn cừu, một ngày nọ, một con cừu bị mắc bệnh ghẻ đến con suối nhỏ gần đó ngâm mình trong dòng nước và nó đã được chữa lành bệnh. Người chăn cừu vô cùng kinh ngạc. Và từ đó người chăn cừu thường đến ngôi đền lấy một ít bụi trộn với nước từ dòng suối và chà lên thân con cừu để chữa lành bệnh ghẻ cho chúng. Và cũng nhờ cách này mà anh ta đã chữa được tất cả bệnh tật trên cơ thể mình.
Tin đồn về người chăn cừu chữa lành mọi bệnh tật lan truyền nhanh chóng. Synaxarium mô tả, Constantinus Đại đế đã gửi con gái lớn đang bị bệnh của ông là Constantina cho người chăn cừu để được chữa khỏi và tin rằng cô ấy đã tìm thấy xác của Menas, sau đó Constantinus đã ra lệnh xây dựng một nhà thờ tại địa điểm này. Một số phiên bản đã thay Constantinus bằng hoàng đế Zeno cuối thế kỷ thứ 5 nhưng các nhà khảo cổ học đã xác định nền móng của nhà thờ ban đầu có từ cuối thế kỷ thứ 4. Vào cuối thế kỷ thứ 4, đây là một điểm hành hương quan trọng của những tín đồ Kitô hữu, những người tìm kiếm phép lạ và sự chữa lành bệnh tật. Bình Menas là một loại bình nhỏ được làm từ đất nung đặc biệt để bán cho khách hành hương dùng để chứa nước thánh hoặc dầu thánh được tìm thấy rộng khắp Tây Địa Trung Hải, có niên đại khoảng một thế kỷ rưỡi trước cuộc chinh phục của người Hồi giáo. Chúng được làm rẻ tiền nhưng rất ấn tượng với hình ảnh của vị thánh có ý nghĩa về hình tượng học; người ta cho rằng chúng được tạo ra xung quanh thành phố.
Dưới triều đại của Arcadius, tổng giám mục địa phương thấy đám đông chen chúc trong một nhà thờ nhỏ. Ông viết thư cho hoàng đế ở phía đông xa xôi, người đã ra lệnh mở rộng thêm các cơ sở, lần đầu tiên trong số ba lần mở rộng nhà thờ lớn có quy mô diễn ra. Vào cuối hậu kỳ cổ đại, Abu Mena đã trở thành địa điểm hành hương hàng đầu ở Ai Cập.

## Khai quật
Địa điểm này được khai quật lần đầu tiên từ năm 1905 đến 1907. Những nỗ lực này đã phát hiện ra một nhà thờ lớn, một nhà thờ liền kề có lẽ là nơi lưu giữ hài cốt của vị thánh và một nhà tắm La Mã.
Sau đó, một loạt các cuộc khai quật kéo dài của Viện Khảo cổ học Đức (DAI) kết thúc vào năm 1998. Cuộc khai quật gần đây nhất đã phát hiện ra một ký túc xá lớn dành cho những người hành hương nghèo, với đôi cánh riêng biệt cho nam giới và phụ nữ và trẻ em. Một khu phức hợp ở phía nam của vương cung thánh đường lớn có khả năng là nơi cư ngụ của các bá chủ hay trụ trì. Các cuộc khai quật cho thấy xenodocheion vĩ đại, một khu vực tiếp tân cho khách hành hương, ban đầu có thể là một nghĩa trang. Một nhà rửa tội, liền kề với địa điểm của nhà thờ ban đầu, dường như đã trải qua ít nhất ba giai đoạn phát triển. Cũng được phát hiện là một phức hợp của máy ép rượu, bao gồm các phòng lưu trữ dưới lòng đất, có từ thế kỷ thứ 6 và thứ 7.